# Lê Hồng Sơn (nhà cách mạng)
Lê Hồng Sơn (1899–1933) là nhà cách mạng chống Pháp, người hỗ trợ cho Phạm Hồng Thái trong kế hoạch mưu sát Toàn quyền Đông Dương Martial Merlin.

## Tiều sử
Lê Hồng Sơn tên thật Lê Văn Phan, còn có các bí danh: Lê Hưng Quốc, Võ Hồng Anh, Lê Tản Anh. Quê ông ở làng Xuân Hồ, tổng Xuân Liễu, huyện Nam Đàn, tỉnh Nghệ An. Năm 1920, ông tham gia vào Việt Nam Quang phục Hội và được Phan Bội Châu cử sang Nhật gặp Kỳ Ngoại Hầu Cường Để. Năm 1923, Lê Hồng Sơn cùng với một số đồng chí như Phạm Hồng Thái, Hồ Tùng Mậu, Lê Hồng Phong, Lâm Đức Thụ... thành lập Tâm Tâm xã.
Năm 1924, ông là người hỗ trợ cho Phạm Hồng Thái ám sát Toàn quyền Đông Dương Merlin ở khách sạn Victoria, Sa Diện, Quảng Châu, nhưng mưu sát không thành. Năm 1925, Lê Hồng Sơn tham gia Việt Nam Thanh niên Cách mạng Đồng chí Hội (Hội Việt Nam Cách mạng Thanh niên) và trở thành một cánh tay đắc lực của Nguyễn Ái Quốc.
Năm 1926, Lê Hồng Sơn gia nhập Đảng Cộng sản Trung Quốc. Tháng 4 năm 1927, ông bị chính quyền Tưởng Giới Thạch bắt, nhưng nhờ có sự can thiệp của Hồ Học Lãm, đang làm tham tán trong Bộ chỉ huy quân đội Quốc dân Đảng ở Vân Nam, ông được trả tự do.
Năm 1929, Lê Hồng Sơn là người giữ một vai trò quyết định trong việc thành lập An Nam Cộng sản Đảng. Ông cùng với Hồ Tùng Mậu góp phần tích cực trong việc hợp nhất các tổ chức cộng sản Việt Nam để thành lập Đảng Cộng sản Việt Nam vào ngày 3 tháng 2 năm 1930 tại Cửu Long (Hương Cảng). Ngày 26 tháng 9 năm 1932, ông bị mật thám Pháp bắt ở Thượng Hải giải về Việt Nam giam ở nhà lao Vinh, sau đó đem ra xét xử và bị thực dân Pháp kết án tử hình. Ngày 19 tháng 2 năm 1933, Lê Hồng Sơn bị xử bắn ngay tại làng Xuân Hồ quê hương ông.

## Bài thơ Lê Hồng Sơn khóc Phạm Hồng Thái
Khi Lê Hồng Sơn và Phạm Hồng Thái mưu sát Toàn quyền Merlin không thành, Phạm Hồng Thái hy sinh, ông đã viết bài thơ khóc người đồng chí:
Nước mất nhà tan ngất hận thù
Tiên sinh nào tiếc tấm thân ru
Ngọn chùy chẳng trúng, tâm bừng cháy
Mũi kiếm không nên, chí diệt thù
Hồn nước tỉnh mau vang tiếng gọi
Lệ đau thương khóc chiếc thuyền trơ
Lưu cầu nếu chẳng đem ra thử
Lận đận làm chi chốn hải hồ.